# Tornant a casa
Tornant a casa (títol original en anglès The Myth of Fingerprints) és una pel·lícula estatunidenca de 1997 dirigida per Bart Freundlich.
La pel·lícula és anomenada així per la cançó "All Around the World or the Myth of the Fingerprints" de Paul Simon, presentada en el seu àlbum Graceland el 1986. La cançó vol esvair el "mite" que les persones són diferents a tot el món: "els he vist tots, i, home, són tots el mateix."

## Argument
Quan una família disfuncional es reuneix pel dia d'acció de gràcies (Thanksgiving) a la seva casa de Nova Anglaterra, els dimonis passats es revelen mentre un fill torna a casa després de tres anys.

## Repartiment
- Julianne Moore: Mia
- Roy Scheider: Hal
- Hope Davis: Margaret
- Blythe Danner: Lena
- Noah Wyle: Warren
- Laurel Holloman: Leigh
- Michael Vartan: Jake
- Chris Bauer: Jerry

## Producció
Filmada a Nova Anglaterra, la pel·lícula va ser rodada a Andover, Bethel, i Waterville, Maine (Colby College).